# Can Reding
Can Reding o can Redrinc, antigament anomenat Mas Pastors, és un mas fortificat al sud del nucli antic de la població de l'Escala, al veïnat dels Recs, edificat en un pujol de la muntanya del mateix nom, molt proper a la carretera GI-632. Juntament amb Can Jepot, configuren el conjunt del veïnat dels Recs. L'edifici està protegit com a bé cultural d'interès local.

## Arquitectura
Masia de grans dimensions, formada per diversos cossos adossats i de planta rectangular. El nucli del mas està format per l'edifici principal i una torre adossada a la façana sud de la casa, la qual està distribuïda en planta baixa i un pis, amb coberta de teula a dues vessants. La façana principal presenta una porta d'accés rectangular, amb els brancals bastits amb carreus i la llinda plana. Al damunt hi ha una finestra renaixentista, amb la llinda i l'ampit decorats. La resta d'obertures són rectangulars i de dimensions diverses. La de l'extrem nord està bastida amb maons. Les obertures de la façana septentrional també presenten emmarcament de pedra.
La torre és de planta quadrada, amb la coberta de pavelló i consta de quatre pisos d'alçada. Té un matacà a la part superior de la cara oest i sota seu una espitllera. A les cares nord i est hi ha dues finestres, disposades a diferents nivells. En diverses parts de la torre es conserven altres espitlleres.
Adossat al costat est de la casa hi ha un cos rectangular, amb coberta a un sol vessant. A poca distància d'aquest hi ha un altre edifici destinat a les tasques agrícoles. Entre tots dos hi ha un tancat amb una obertura d'arc rebaixat per accedir a l'espai interior descobert. El sector sud de la masia està format per un altre recinte amb un espai descobert tancat, amb un portal d'accés d'arc rebaixat bastit amb maons. Hi ha dos cossos rectangulars més, un d'ells adossat a la torre.
Tota la construcció està bastida amb pedres de diverses mides, lligades amb morter de calç.

## Història
Tot i la dificultat que representa qualsevol intent de situar l'origen de les masies per causa del seu creixement orgànic, en el sentit que condiciona la substitució d'estructures i es fa difícil retrobar-hi les originals, la bibliografia consultada sembla estar d'acord en establir la cronologia de Can Reding al voltant dels segles XVI-XVII, època en què es renoven els assentaments agrícoles de la zona. La proximitat del litoral explica l'existència de la gran torre quadrangular de defensa. Can Reding és una masia com tantes altres de les comarques marítimes que fou fortificada per prevenir el perill de la pirateria, que durant el s. XVI i XVII va augmentar consideradament. Aquest seria un fenomen que explicaria la presència de la majoria de les masies fortificades pròximes.